# Despensa

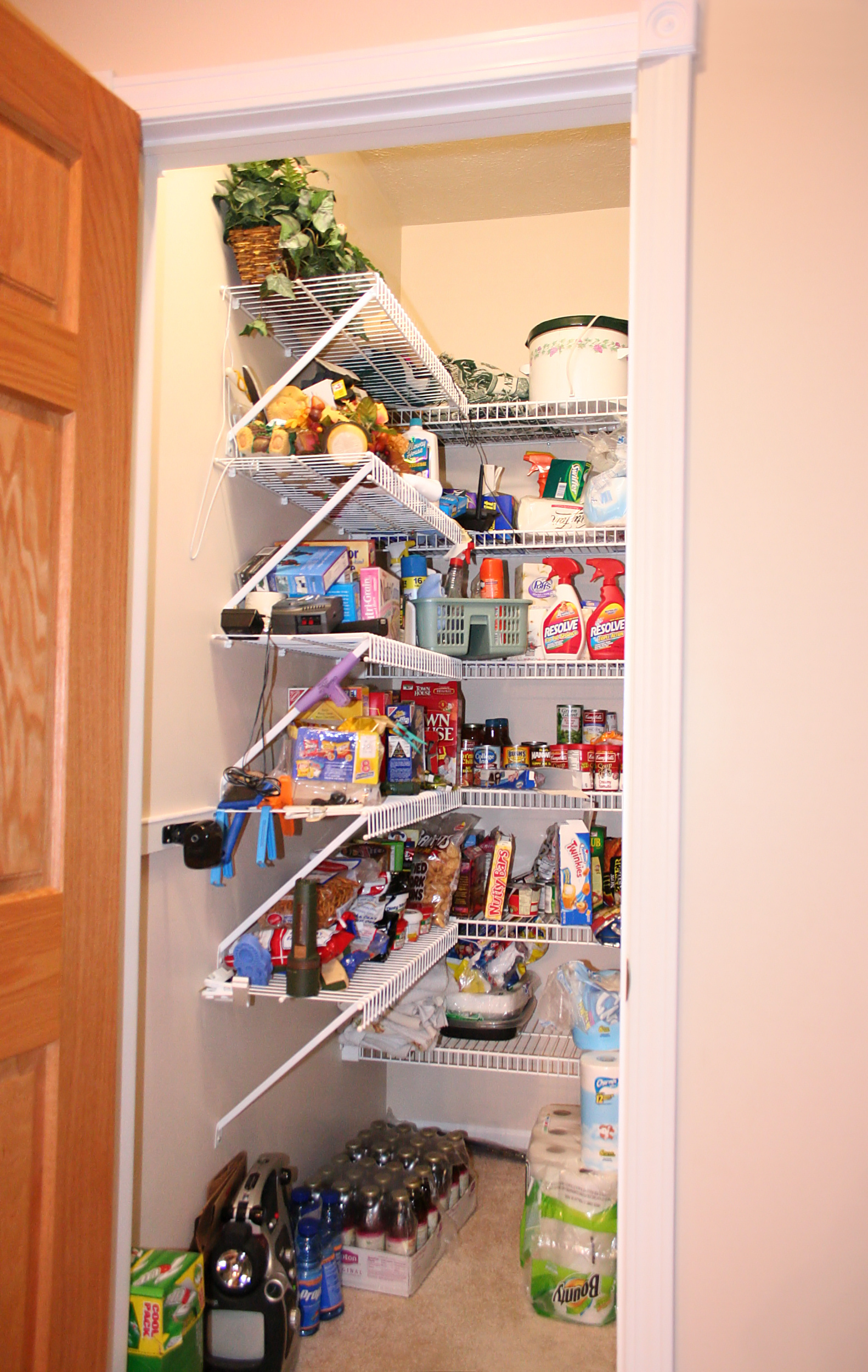
Uma despensa.

Despensa é o local da casa geralmente destinado ao armazenamento de alimentos ou outros produtos.
No hemisfério norte, a maioria das casas costumavam ter sua despensa e cozinha ao lado Norte ou Leste da casa, pois ali batia menos sol. E no hemisfério sul, elas ficavam nos lados Sul ou Leste da casa pela mesma razão.[carece de fontes?]
Atualmente, poucas casas modernas tem despensas como um cômodo na casa, pois são utilizados armários na cozinha com a mesma função.[carece de fontes?]

## Sobre a despensa
Uma despensa deve cumprir alguns requisitos para que os alimentos não estraguem no local. E uma despensa deve estar:
- O mais arejado possível;
- Próxima à área de preparo dos alimentos (cozinha);
- Construída para evitar a entrada de insetos e roedores;
- Fácil de se manter limpa;
- Equipada de estantes e armários apropriados para o alimento que é armazenado.